# اورلین مونتاروپ
اورلین مونتاروپ (انگلیسی: Aurélien Montaroup؛ زادهٔ ۱۹ دسامبر ۱۹۸۵) بازیکن فوتبال اهل فرانسه است.
از باشگاه‌هایی که در آن بازی کرده‌است می‌توان به باشگاه فوتبال رن، باشگاه فوتبال دینامو مینسک، باشگاه فوتبال کان، و باشگاه فوتبال دیژون اشاره کرد.